# Heath (Cardiff)
Pour les articles homonymes, voir Heath.
Heath (en anglais) ou Y Mynydd Bychan (en gallois) est un quartier de la ville de Cardiff, au pays de Galles, disposant du statut de communauté.

## Géographie
Heath se situe au nord du centre-ville de Cardiff.

## Démographie
Au recensement de 2011, la communauté de Heath comptait 12 629 habitants.